# 전라남도장흥교육지원청
전라남도장흥교육지원청(全羅南道長興敎育支援廳, Jangheung Office of Education)은 전라남도 장흥군을 관할하는 전라남도교육청 산하의 교육지원청이다. 단, 중학교, 고등학교는 모두 남녀공학이다.
교육장은 장학관으로 보한다.

## 산하 기관

### 유치원
| - 중앙유치원 - 효성유치원 |

### 초등학교
| - 관산남초등학교 - 관산초등학교 - 대덕초등학교 - 명덕초등학교 | - 부산초등학교 - 안양초등학교 - 용산초등학교 | - 유치초등학교 - 장동초등학교 - 장평초등학교 - 장흥남초등학교 | - 장흥서초등학교 - 장흥초등학교 - 회진초등학교 |

### 중학교
| - 대덕중학교 - 장흥관산중학교 - 장흥안양중학교 | - 장흥향원중학교 - 장흥용산중학교 | - 장흥유치중학교 - 장흥장평중학교 | - 장흥중학교 - 장흥회덕중학교 |

### 고등학교
| - 장흥고등학교 - 전남미래자동차고등학교 - 장흥관산고등학교 - 한국말산업고등학교 |